# Aliança para o Futuro da Áustria
A Aliança para o Futuro da Áustria (em alemão: Bündnis Zukunft Österreich, BZÖ) é um partido político austríaco de extrema-direita, de orientação liberal. O BZÖ foi parte do governo até 2006. A Aliança possui zero assentos no Conselho Nacional e zero assentos no Conselho Federal.

## Chefes do partido
O líder da Aliança para o Futuro da Áustria é Josef Bucher.
- 2005 - 2006: Jörg Haider
- 2006 - 2008: Peter Westenthaler
- 2008: Jörg Haider
- 2008 - 2009: Herbert Scheibner
- 2009 - hoje: Josef Bucher

## Resultados eleitorais

### Eleições legislativas
| Data | Votos   | %         | Deputados | +/- | Status            |
| ---- | ------- | --------- | --------- | --- | ----------------- |
| 2006 | 193 539 | 4,1 (#5)  | 7 / 183   |     | Oposição          |
| 2008 | 522 933 | 10,7 (#4) | 21 / 183  | 14  | Oposição          |
| 2013 | 165 746 | 3,5 (#7)  | 0 / 183   | 21  | Extra-parlamentar |

### Eleições europeias
| Data | Votos   | %        | Deputados    | +/- |
| ---- | ------- | -------- | ------------ | --- |
| 2009 | 131 261 | 4,6 (#6) | 0 / 171 / 19 | - 1 |
| 2014 | 13 208  | 0,5 (#9) | 0 / 18       | 1   |